# Cartas contra la humanidad
Cartas contra la humanidad (en inglés Cards Against Humanity) es un juego de socialización actualmente disponible como descarga gratuita o como copia distribuida. El juego está licenciado a través de Creative Commons. Su título es una referencia a la frase crímenes contra la humanidad, en alusión a su contenido políticamente incorrecto.

## Historia
El juego fue creado por un grupo de estudiantes del colegio Highland Park de Illinois para celebrar la fiesta Año Nuevo y fue financiado a través del sitio web Kickstarter, superando el objetivo propuesto en cerca del 300%. Ben Hantoot, uno de sus co-creadores, señaló que el desarrollo del juego se debió a: "8 de nosotros que fuimos el núcleo de creadores y escritores, 5 o 6 colaboradores ocasionales y decenas de amigos y conocidos que han jugado el juego".

## Reglas del juego
Las reglas básicas son:

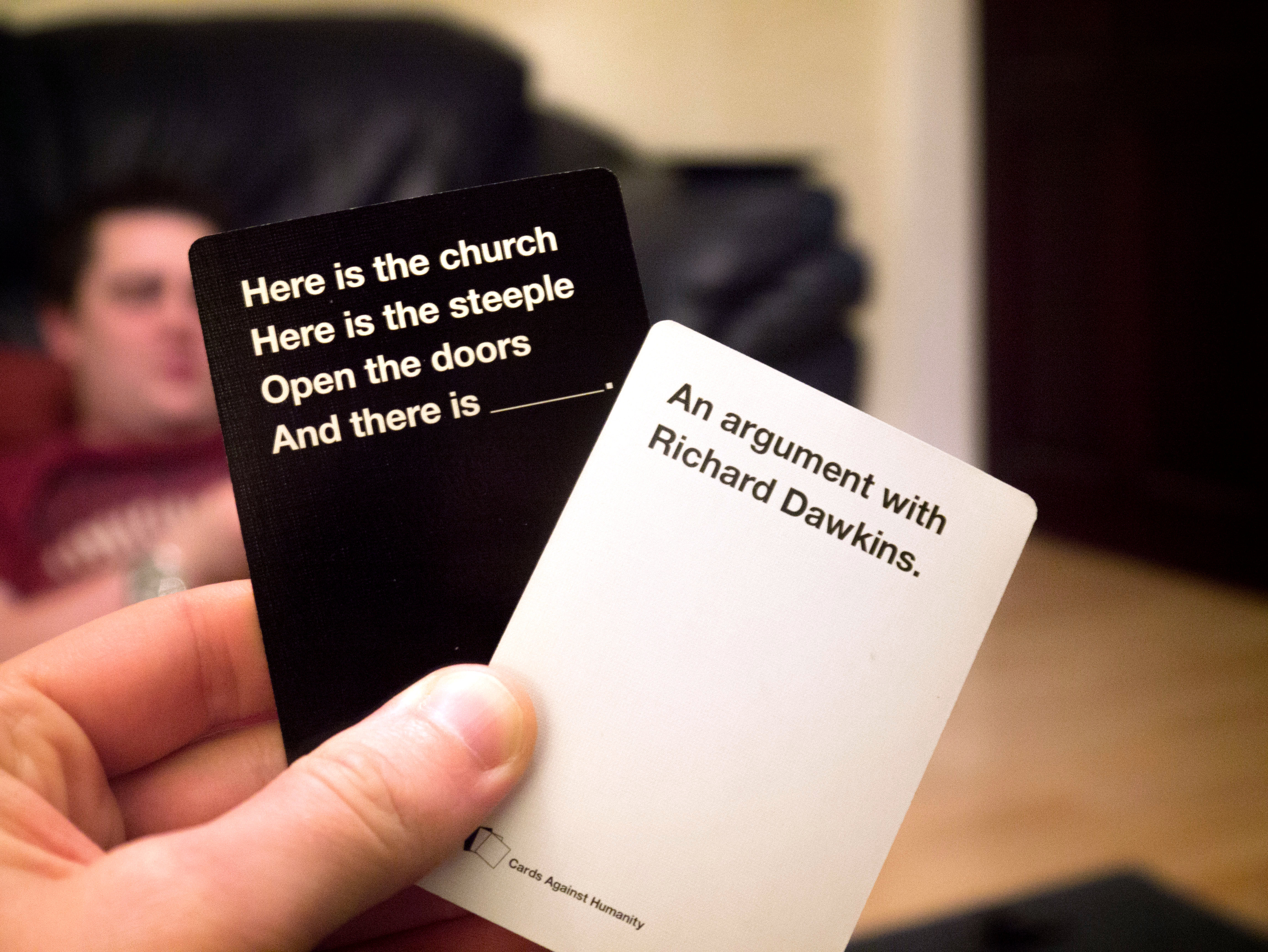
Ejemplo de una pregunta (tarjeta de color negro) y una respuesta (tarjeta de color blanco) de Cards Against Humanity.

1. Se reparten 10 cartas de respuesta a cada jugador.
2. Se elige el Zar del primer turno. El Zar coge una carta de pregunta y la lee en alto.
3. Los demás jugadores tienen que entregar al Zar la carta de respuesta más divertida que tengan.
4. El Zar mezcla las cartas sin verlas y lee las respuestas en alto una a una.
5. El Zar elige la carta que más le gusta y el jugador agraciado recibe un punto de victoria.
6. Todos jugadores roban cartas de respuesta hasta tener otra vez 10 cartas.
7. El jugador contiguo al antiguo Zar en el sentido de las agujas del reloj será el nuevo Zar de este turno.
8. El jugador con más puntos de victoria gana.

Las reglas son bastante flexibles y se pueden incorporar nuevas "Reglas Avanzadas", para hacer el juego más dinámico.